# کارلتون، کمبریج‌شر
کارلتون (به انگلیسی: Carlton) یک روستا و محله مدنی در بریتانیا است که در کمبریج‌شر جنوبی واقع شده‌است. کارلتون ۱۶۶ نفر جمعیت دارد.